# Airbus A318
O Airbus A318 é um avião civil de passageiros da Airbus, o consórcio europeu de fabricação de aeronaves. É o menor membro da família A320, pelo qual às vezes se denomina o Mini-Airbus ou Baby-bus. Durante o desenvolvimento foi conhecido como A319M3, o que indica que é um derivado do A319 mas com 3 seções de fuselagem a menos. A aeronave é 6 metros mais curta e 14 toneladas mais leve que seu predecessor. Sua menor longitude faz com que deva ter um estabilizador vertical 80 cm mais alto que o resto da família A320 (os Airbus A319, A320 e A321 respectivamente).
O A318 pode levar 117 passageiros numa configuração de 2 classes. Foi criado para substituir os velhos DC-9, Fokker 100 e os primeiros modelos do Boeing 737, bem como competir com os atuais Boeing 737-600 e Boeing 717.
O A318 está disponível em várias versões com diferentes pesos máximos na decolagem (entre 59 e 68 toneladas) e alcances (2750 km a 6000 km), o que lhe permite operar rotas regionais economicamente sacrificando o alcance, ou complementar os outros membros maiores da família em rotas de médio alcance de baixa densidade. Ainda que devido ao seu menor peso pode realizar rotas que o A320 não pode, as companhias o usam principalmente para rotas curtas entre cidades médias.
Durante o processo de projeto do avião a Airbus se tropeçou com diversos problemas. O maior sem dúvida foi a diminuição da demanda de novas aeronaves após os ataques de 11 de setembro de 2001; outro foi o projeto dos motores turbofan Pratt & Whitney PW6000, que deviam propulsar à aeronave: queimavam mais combustível do que o previsto tendo que ser reprojetados, pelo que teve que usar um da CFMI (o CFM56-5) ao princípio até que a versão da Pratt & Whitney fosse otimizada e estivesse pronta. Atualmente há versões com ambos os motores.

## Operadores

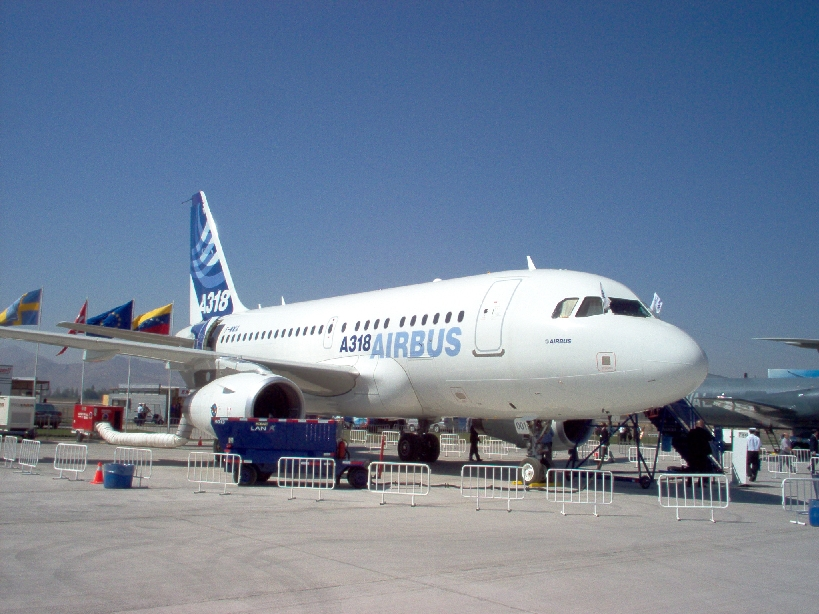
Durante sua exibição em FIDAE 2006, Santiago, Chile.

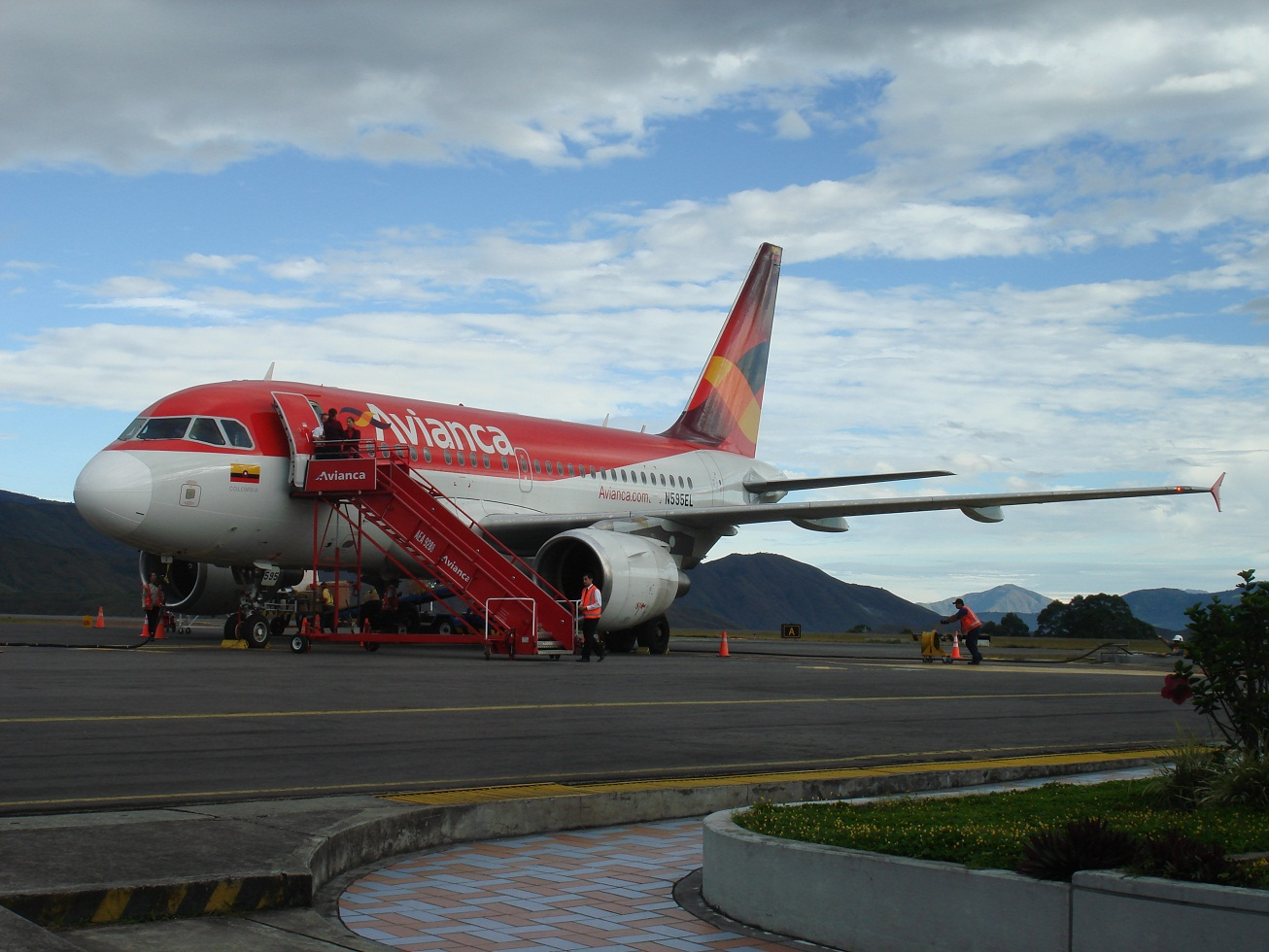
Airbus A318-111 da companhia Avianca no Aeroporto Antonio Nariño de San Juan de Pasto - Nariño - Colômbia.

Operadores atuais (6 de Janeiro de 2025):
- Air France: 18

Atualmente, apenas a Air France opera o Airbus A318 comercialmente em voo de passageiros.

## Motores
| Modelo de avião | Ano  | Motores     |
| --------------- | ---- | ----------- |
| A318-111        | 2003 | CFM56-5B8/P |
| A318-112        | 2003 | CFM56-5B9/P |
| A318-121        | 2007 | PW6122A     |
| A318-122        | 2007 | PW6124A     |